# Joar Nango
Joar Nango, född 1979 i Alta i Norge, är en norsk-samisk installationskonstnär och arkitekt.
Joar Nango är son till Nils-John Nango från Máze. Han utbildade sig på folkhögskolan Nansenskolen i  Lillehammer 1998–1999, på Asker Kunstskole i Oslo 1999–2001 och till arkitekt 2002–2008 på Norges teknisk-naturvetenskapliga universitet i Trondheim med examen 2008. Han studerade också skulptur och bildkonst på Kunsthochschule Berlin-Weissensee 2005–2006.
Han arbetar som i installationskonstnär i gränsområdet mellan bildkonst, arkitektur och formgivning. Han deltog i documenta 14 i Atén och Kassel 2017 med installationen och performance European Everything.

## Offentliga verk i urval
- Fijfere, Vanás, Giedgi, eller Vril, Båt, Sten, björkvril, gråsten, gammal träbåt, njalla, ljud, 2018, Giella förskola, Jokkmokk (tillsammans med ljudkonstnären Anders Rimpi, född 1973)[1]